# Mullet/Blacksod Bay Complex SAC
Mullet/Blacksod Bay Complex SAC este o arie protejată (arie specială de conservare — SAC, sit de importanță comunitară — SCI) din Irlanda întinsă pe o suprafață de 14.053,03 ha, integral pe uscat.

## Localizare
Centrul sitului Mullet/Blacksod Bay Complex SAC este situat la coordonatele 54°08′47″N 10°00′57″W / 54.146253°N 10.015885°V.

## Înființare
Situl Mullet/Blacksod Bay Complex SAC a fost declarat sit de importanță comunitară în august 1999 pentru a proteja 1 specie de plante și 25 de specii de animale. Situl a fost protejat și ca arie specială de conservare în noiembrie 2022.

## Biodiversitate
Situată în ecoregiunea atlantică, aria protejată conține 10 habitate naturale: Terase mlăștinoase și terase nisipoase neacoperite de apă la reflux, Golfuri mici largi și golfuri puțin adânci, Recifuri, Salicornia și alte specii anuale care populează regiunile mlăștinoase și nisipoase, Dune mobile de-a lungul țărmului cu Ammophila arenaria („dune albe”), Dune de coastă fixe cu vegetație erbacee („dune gri”), Dune fixe decalcificate atlantice (Calluno-Ulicetea), Machair (* habitat specific irlandez), Lacuri eutrofice naturale cu vegetație de tip Magnopotamion sau Hydrocharition, Mlaștini alcaline.
La baza desemnării sitului se află mai multe specii protejate:
- plante (1): Petalophyllum ralfsii
- păsări (24): Anser albifrons flavirostris, pietruș (Arenaria interpres), Branta bernicla, Branta leucopsis, Calidris alba, fugaci de țărm (Calidris alpina), Calidris canutus, prundaș gulerat mare (Charadrius hiaticula), lebădă de iarnă (Cygnus cygnus), becațină comună (Gallinago gallinago), cufundar mare (Gavia immer), cufundar mic (Gavia stellata), scoicar (Haematopus ostralegus), sitar de mal nordic (Limosa lapponica), rață neagră (Melanitta nigra), ferestrașul mare (Mergus merganser), culic mare (Numenius arquata), notatița cu ciocul subțire (Phalaropus lobatus), ploier auriu (Pluvialis apricaria), ploier argintiu (Pluvialis squatarola), chiră mică (Sterna albifrons), fluierar cu picioare verzi (Tringa nebularia), fluierarul cu picioare roșii (Tringa totanus), nagâț (Vanellus vanellus)
- mamifere (1): vidră de râu (Lutra lutra)

Pe lângă speciile protejate, pe teritoriul sitului au mai fost identificate 2 specii de plante, 1 specie de păsări, 1 specie de amfibieni, 1 specie de mamifere, 5 specii de nevertebrate.